# Don Buchla
Donald Buchla (né le 17 avril 1937 à South Gate (Californie) et mort le 14 septembre 2016 à Berkeley (Californie)) est un ingénieur, pionnier dans le domaine des synthétiseurs modulaires, ayant sorti ses premiers modèles juste après Robert Moog, bien qu'ils aient été conçus avant ceux de Moog.

## Biographie

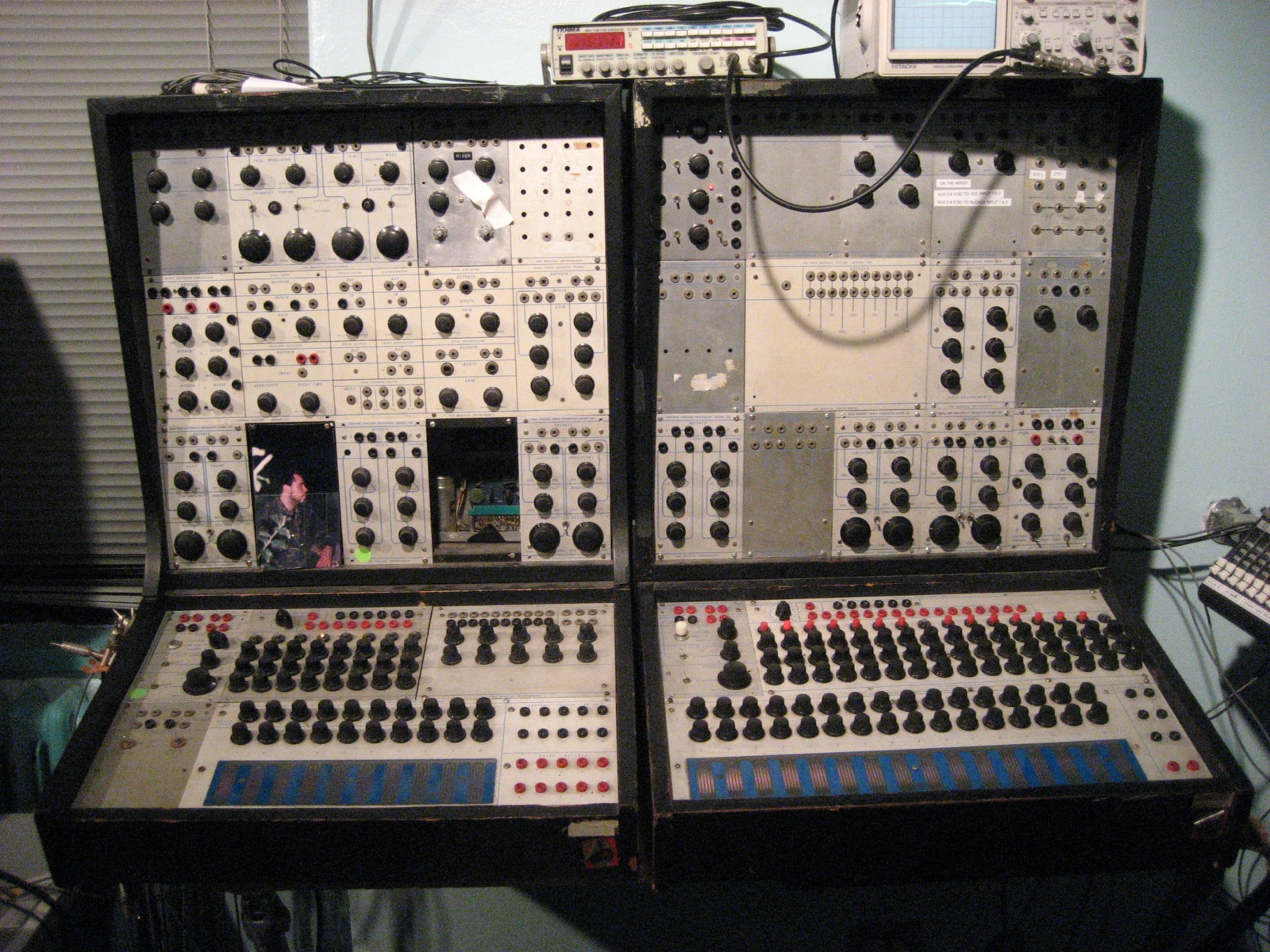
Le modèle Buchla 100

Né à South Gate en Californie, il fait ses études de physique à l'Université de Berkeley, qu'il avait payées avec ses gains au poker, où ses capacités de calcul mental lui donnaient une supériorité sur ses adversaires. 
Il fonde sa compagnie Buchla & Associates en 1962, et crée en 1963 son premier instrument, le Buchla 100, qu'il vend en particulier à la chaîne de télévision CBS. Le compositeur Morton Subotnick est le premier à produire un album à partir de ce modèle. Les modèles 200 sont introduits dans les années 1970. Il a aussi été membre occasionnel du groupe Grateful Dead.
Pour Laurent de Wilde, « Don Buchla était toute sa vie à l'avant-garde de l'ingénierie musicale ».
Il n'aimait pas le terme « synthétiseur », qui, pour lui, suggérait une imitation synthétique de sons existants. Il a travaillé pour la NASA, pour des appareils d'aide auditive ainsi que des systèmes de guidage pour les aveugles.
Il meurt à l'âge de 79 ans d'un cancer. Des concerts ont été organisés en sa mémoire en avril 2017 à San Francisco.

## Sources
- Alexandre Bazin, « Documentaire : Don Buchla », sur radiofrance.fr, 2 avril 2023